# 五匁銀
五匁銀（ごもんめぎん）とは、江戸時代の一時期に発行された銀貨の一種。その形状から硯箱とも呼ばれる。

## 概要

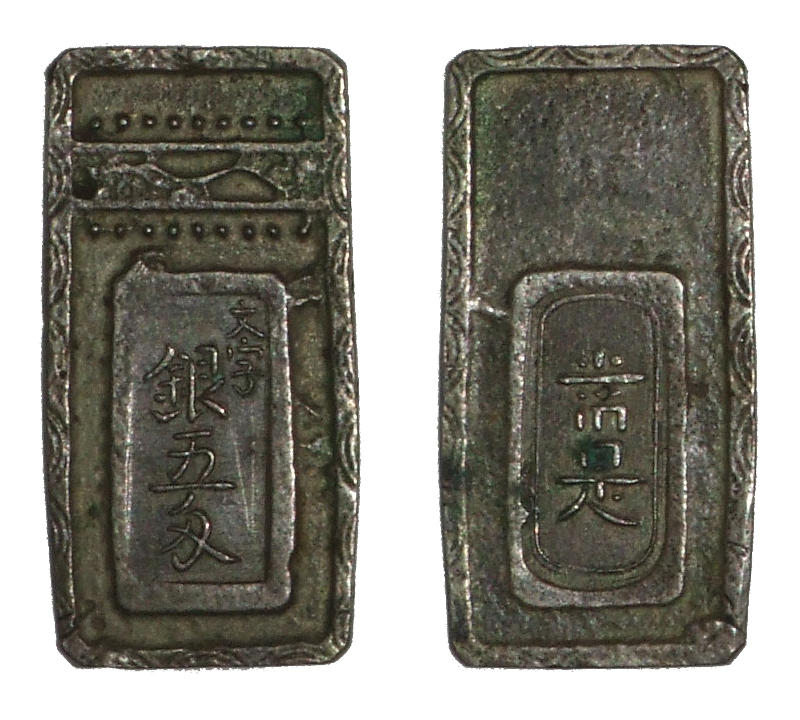
明和五匁銀

金貨と銀貨の為替レートの固定を狙った最初の銀貨。田沼意次の命を受けた川井久敬が考案、明和2年（1765年）9月4日に発行された。形状は長方形で、質量は5匁（約18.74グラム）。銀純度は46パーセント。表面には「文字銀五匁（ぶんじぎんごもんめ）」と表記されており、これは当時の通用銀貨（元文丁銀）と等品位であることを示しており、裏面には「常是」と表記されている。江戸時代の日本で、銀目の固定額面による金属貨幣として唯一のものである。
五匁銀の発行当初は通用銀である元文銀と同じ秤量貨幣扱いとして流通させ、やがて当時の公定レート（金貨1両=銀貨60匁）に従い、12枚で小判1枚と交換可能なものへと自然に移行し、銀貨の計数貨幣化を図ろうとする狙いがあった。しかし、当時の実勢レートは 小判1枚（貨幣価値1両）に対し銀貨63匁（約236.25グラム）前後であり、小判との交換規定は現実にそぐわないものであった。
また、当時の両替商は、金貨・銀貨の為替差益や為替手数料、銀貨の秤量手数料などで収入を得ており、額面の固定されている五匁銀は敬遠された。さらに市場では豆板銀同様の秤量貨幣としての扱いに変化は無く、豆板銀および一分判などよりもかさばることから流通不便貨幣の扱いを受けた。
こうした事情により、ほとんど流通しないまま、明和5年（1768年）7月23日には引換回収が開始され、通用停止などの布告は出されないまま市場からは自然に姿を消した。
これより先の明和4年（1767年）12月に幕府は12枚を一両で通用させるよう触書を出したが、同時に勘定奉行に対しては市中の五匁銀を小判へ引換させる旨、申し渡しており、この公定価格は事実上五匁銀の回収のために出されたものであった。
公儀灰吹銀および回収された旧銀から丁銀を吹きたてる場合の銀座の収入である分一銀（ぶいちぎん）は五匁銀では元文銀と同じ鋳造高の7%と設定されたが、鋳造高が小額にとどまったため銀座は損失を被ったとされる。

## 鋳造開始・品位・量目・鋳造量
| 名称       | 鋳造開始           | 規定品位                     | 規定量目            | 鋳造量                     |
| ---------- | ------------------ | ---------------------------- | ------------------- | -------------------------- |
| 明和五匁銀 | 明和2年 （1765年） | 四割九分四厘引ケ 銀46%/銅54% | 5.0匁 (18.74グラム) | 1,806貫400匁 （361,280枚） |